# Pekon Balak (Wonosobo)
Pekon Balak is een bestuurslaag in het regentschap Tanggamus van de provincie Lampung, Indonesië. Pekon Balak telt 2806 inwoners (volkstelling 2010).